# Albert Kwast
Jan Albert Kwast (Purmerend, 25 april 1851 – Apeldoorn, 4 april 1918) was een Nederlands dirigent en altviolist.

## Leven en werk
Kwast werd in 1851 in Purmerend geboren als zoon van de muziekmeester Jacob Kwast en Ariaantje Dorland. Hij trouwde in 1876 te Amsterdam met de zangeres Sophia Colpaar, een echtscheiding volgde in 1908. Hij leefde toen al enige tijd samen met harpiste van de Arnhemsche Orkest Vereeniging, Cathy Muller, die hij in 1909 huwde en die in 1913 overleed. Hij hertrouwde in 1917 met Elisabeth Maria Gerarda Knaapen. Hij werd begraven op de Nieuwe Begraafplaats te Apeldoorn, nu bekend als begraafplaats Soerenseweg. Ton van Tast — pseudoniem van Anton van der Valk — heeft hem geportretteerd.
Zijn muzikale opleiding kreeg hij in eerste instantie van zijn vader. Later ging hij studeren aan de Muziekschool in Den Haag. Vervolgens vertrok hij naar het conservatorium in Keulen, waar hij op achttienjarige leeftijd zijn studie afrondde. In de volgende jaren was hij te vinden in Vreeswijk (dirigent mannenkoor), Gorinchem (dirigent mannenkoor), Tiel (piano-onderwijs), Zierikzee (directeur toonkunstschool en dirigent schutterijkapel), Amsterdam (altist van het Parkorkest) en Bergen op Zoom (muziekschool). In 1878 begon hij aan zijn werkzaamheden voor het orkest van het Achtste Regiment Infanterie, gelegen te Arnhem. Zijn debuutconcert vond plaats op 14 maart 1878 in Musis Sacrum, ter gelegenheid van het afscheid van hun vertrekkende dirigent Arij van Leeuwen. In 1883 volgde het dirigentschap bij het koor Aurora. Het infanterieorkest was in Kwasts ogen te militair gericht en voldeed slechts gedeeltelijk aan zijn eisen. Hij begon met plannen voor een beroepsorkest, wellicht mede die kant opgestuurd door zijn tijd in Amsterdam. In de jaren tachtig van de 19e eeuw vond ook de opstart plaats van het Concertgebouw. In juli 1889 was volgens Kwast de tijd rijp om in en om Arnhem een beroepsorkest te gaan vormen onder zijn leiding: de Arnhemsche Orkest Vereeniging (AOV). Er waren 482 sollicitanten voor een 44 koppen tellend symfonieorkest en een 42 koppen tellend harmonieorkest. Op 13 oktober 1889 was daar dan het kennismakingsconcert van deze nieuwe combinatie in de Planten- en Vogeltuin van Arnhem. Veertien dagen later was de combinatie te horen in De Vereeniging in Nijmegen, er indirect voor zorgdragend dat het Nijmeegsch Symfonie Orkest dat was opgericht en werd gedirigeerd door zijn collega kapelmeester van het 5. R.I. uit Nijmegen, George Karel Gerardus van Aaken, ten onder ging. De eerste jaren waren financieel zorgelijk en er was hevige concurrentie met het regimentsorkest, dat veel goedkoper kon werken (met amateurmusici). Bovendien had Kwast min of meer ruzie met Hendrik Arnoldus Meijroos, een centrale persoonlijkheid binnen de koorwereld van Arnhem.
Kwast wist het peil van het Arnhemse orkest te verhogen, maar kreeg gaandeweg minder krediet. Dat lag niet aan de muziek maar aan zijn gedrag. Hij was een liefhebber van drank en vrouwen. Hij kreeg bijvoorbeeld tijdens zijn huwelijk een verhouding met Cathy Müller. Toen het orkest in 1893 weer financiële problemen kreeg, vertrok Kwast, tot enige opluchting van het orkest. Kwast nam de leiding op zich van een orkest in Warschau (voorloper van het Filharmonisch Orkest van Warschau) en Łódź. Hij kwam spoedig naar Amsterdam terug om te werken voor de Nederlandsche Opera en de Amsterdamse Orkest-vereniging. Hij gaf concert in Bad Kreuznach, vertrok weer naar Warschau. Daarna was Antwerpen aan de beurt. Hij ging er werken voor de Nieuwe Nederlandsche Opera, die alweer vlot ter ziele ging. Hij kon weer aan de slag bij zijn Arnhemse orkest (1904-1910), alsmede het mannenkoor Aurora. Hij had toen bijzondere aandacht voor Nederlands repertoire. Bij de AOV werd hij opnieuw ontslagen, omdat hij het niet zo nauw nam met de financiële zaken (hij leende en kocht solisten om). Hij ging weg onder het mom: wij willen een jongere dirigent. In seizoen 1910/1911 was hij echter te vinden bij de NV de Nederlandsche Opera en Operette in Amsterdam. In 1913 overleed zijn tweede vrouw. In 1917 huwde hij de steenrijke weduwe Knaapen. Een goede verbintenis met het Arnhems orkest kwam niet meer tot stand. Ze droegen in 1917 wel een concert aan hem op, maar een jubileumconcert zat er niet in. Dat gebeurde wel in Apeldoorn, maar hij was toen al ziek. Een aantal weken daarna overleed hij.
In aanvulling op zijn bovenstaande werk verscheen er ook een aantal composities van zijn hand, waarvan het Geldersche Volkslied het meest tot de verbeelding sprak.
- International Standard Name Identifier: 0000 0003 9611 2316
- Nederlandse Thesaurus van Auteursnamen: 23462776X
- Virtual International Authority File: 301427208
- WorldCat: E39PBJmxVFMrmC6prmy8qBqG73